# BUTCH
BUTCH（ブッチ、1955年11月7日 - ）は、福岡県を拠点に活動する日本の俳優、DJ、パーソナリティ、ローカルタレント。
本名は永淵 幸利（ながふち ゆきとし）で、番組の内容によっては本名名義でクレジットされることもある。

## 経歴
福岡県福岡市田隈（現：早良区田隈）出身、同市西区在住。血液型O型。西南学院大学卒業。

## 芸風
- 本人は「ラジゴン」「ブチカン」では自分を「スーパーDJ/MC・BUTCH」と紹介。
- モヒカンとも言い難い独特的な髪形をしている。
- プロ野球では福岡ソフトバンクホークスのファン。番組の冒頭はホークスの話から始めることが多い。また、ホークスが試合に負けたのを認めたがらない、無かったことにする。
- 物真似が得意で、主に天気予報のコーナーで披露する。レパートリーが豊富。
- 九州ウォーカー調査の「全国に進出しても通用しそうなローカルタレント」のランキングの1位に輝く。
- ギターが弾ける。
- 番組に初対面のゲストが来たとき、新譜が発売されたばかりという話になったとき、「あっ!!………(数秒沈黙)………俺、まだ買ってねーよ!という、うかつなあなたは…。」といって、よもや放送事故を起こしたのではないかと思わせるネタでゲストを驚かせる。
- ラジオ番組にてオカマキャラの「ブチコ」を演じることもある。
- バリトンボイスを強く叩きつけるような声が特徴。そのため、FM FUKUOKAのレギュラー番組ではバスドラムのマイクを使用する[1]。

## 人物
- 競艇、パチンコ、酒が好き。泳ぎ、理数系が苦手。
- 既婚。1度離婚経験がある。
- 遅刻癖があり、生放送の番組に遅れて出てくるのも珍しくない。
- 昔は、キャラクターショーのスーツアクターをしていた。
- 2001年に舞台「あの、煌めきの日々よ」に出演した。

## BUTCH COUNTDOWN RADIO内天気予報の物真似レパートリー
- 大山のぶ代時代のドラえもん（最近は「ボク昔のドラえもん」の台詞で登場。「お腹が空いたので、ラーメンを食べようと思ったら、のびた」などの駄洒落を挟む）
- ルパン三世（ごくたまに、ちょっとだけ銭形警部が登場する。）
- 王貞治（前日の試合などの解説をする。また「ぼくこくぼ、下から読んでも、ぼくこくぼ」などの駄洒落を挟む。2014年からは「優勝しても良いでほ？」を多用）
- 所ジョージ
- 井上陽水（自らギターを握り、最後のニュースの替え歌で天気予報を読むが、何を言っているのか分からない上に、リスナーの頭に天気予報の事は何も残らない）
- ボズ・スキャッグス（ウィ・アー・オール・アローンのサビ部分）
- ボブ・ディラン（自らギターを握り、「ミスタータンブリンマン」を熱唱）
- ルイ・アームストロング（「ニッチモサッチモいきません」の台詞で登場。「What a Wonderful World」を熱唱）
- エルヴィス・プレスリー
- 立松和平（「ボクは今、筑後川上流に来ています」の台詞で登場。近年はあまり登場しない）
- 哀川翔（「じゃんけんぽん、あいかわしょう」などの駄洒落を挟む）
- ボビー・バレンタイン（「イチバンですね」以外の台詞は無し）
- ボビー・オロゴン
- トム・ウェイツ（何を言っているかわからない）
- 長渕剛（自らギターを持って演奏、しかしあまり似ていない）
- 松任谷由実（「松任谷由実です。好きな食べ物は納豆やウニです。」ではじまる）
- 喪黒福造
- 郷ひろみ（「言えないよ」の替え歌）

## 現在の出演番組
- 〜Ultra Radio Connection〜DIG!!!!!!!!FUKUOKA（FM FUKUOKA、火曜　12:30〜16:30）
- BUTCH COUNTDOWN RADIO（FM FUKUOKA、金曜　13:30〜19:00）
- BUTCHの飲みたいかい・食べたいかい（μFM、木曜　17:55〜・MBCラジオ、土曜17:10〜）
- BUTCHと山田優子のキラキラ☆ラジオ（FM FUKUOKA、土曜　11:00〜11:30　JFN系12局とfm yokohamaにもネット）
- NTT docomo presents Enjoy!スマートライフストーリー（FM FUKUOKA、月曜　10:55〜11:00　エフエム山口を除くFMQリーグ加盟局とエフエム沖縄の8局ネット）
- GIFT北九州（TVQ九州放送、火曜　21:55～22:00、金曜 9:57～10:00　北九州市の広報番組。ナレーターとして出演）
- 連続テレビ小説 おむすび（NHK、2024年後期放送予定） - 飯塚恭介 役[2]

## 過去の出演番組
- PLAZA presents 明日があるさ（FM FUKUOKA・2011年3月〜5月放送）
- スーパーレディオクラッシュ（FM FUKUOKA)
- ハナキンコーリン4242　(FM FUKUOKA、他番組と統合)
- お気を確かに（FM FUKUOKA)
- ベストヒット福岡（FM FUKUOKA）
- ときめきパフォーマンス・シンデレラナイト（テレビ西日本・1988年〜1990年）田村洋・木下紀子 ※イムズホールにて公開収録
- 18禁TVふくおか（TVQ）
- LIVEやろうぜ!（RKBテレビ）
- 土曜ドラマ館（FM FUKUOKA　本名名義で出演、2005年7月末をもって終了）
- Dr.クラナガン（FBS）
- あるあるCity ドリーム☆レディオ（FM FUKUOKA）
- ブッチのリンリンパラダイス（TVQ）
- SUPER RADIO MONSTER ラジ★ゴン（FM FUKUOKA）[3]
  - 月・水曜担当（1998年4月1日 - 2000年3月29日）
  - 月・火曜担当（2000年4月3日 - 2013年3月26日）
  - 月曜担当（2013年4月1日 - 2020年3月30日）